# یواس‌اس اوتوگا (ای‌کی-۱۶۰)
یواس‌اس اوتوگا (ای‌کی-۱۶۰) (به انگلیسی: USS Autauga (AK-160)) یک کشتی بود که طول آن ۳۸۸ فوت ۸ اینچ (۱۱۸٫۴۷ متر) بود. این کشتی در سال ۱۹۴۴ ساخته شد.